# Schadegan (Verwaltungsbezirk)
Schadegan (persisch شهرستان شادگان) ist ein Schahrestan in der Provinz Chuzestan im Iran. Er enthält die Stadt Schadegan, welche die Hauptstadt des Verwaltungsbezirks ist. 

## Demografie
Bei der Volkszählung 2016 betrug die Einwohnerzahl des Schahrestan 138.480. Die Alphabetisierung lag bei 74 Prozent der Bevölkerung. Knapp 37 Prozent der Bevölkerung lebten in urbanen Regionen.
| Zensusjahr | Einwohnerzahl |
| ---------- | ------------- |
| 2011       | 153.355       |
| 2016       | 138.480       |